# Ornolac-Ussat-les-Bains
Ornolac-Ussat-les-Bains (occitano Ornolac e Ussat) è un comune francese di 244 abitanti situato nel dipartimento dell'Ariège nella regione dell'Occitania.

## Società

### Evoluzione demografica
Abitanti censiti